# Wouter Leefers
Wouter Leefers (Den Haag, 12 januari 1953) is een voormalig Nederlands hockeyer en speelde 156 interlands (28 doelpunten) voor de Nederlandse hockeyploeg. De middenvelder annex aanvaller verdedigde daarnaast de clubkleuren van HGC. Leefers beschikte over een gedegen dribbeltechniek.
Leefers maakte zijn debuut voor het Nederlands elftal op 20 mei 1971 in München, in het met 2-0 gewonnen oefenduel tegen Canada. Hij nam deel aan twee Olympische Spelen: München 1972 (vierde plaats) en Montreal 1976 (vierde plaats). Leefers stond bekend als de aangever voor de strafcorners voor Paul Litjens.
Op het WK 1982 speelde hij zijn laatste interland van zijn carrière. Leefers is tegenwoordig woonachtig in Rotterdam. 
André Bolhuis · 
Jan Willem Buij · 
Marinus Dijkerman · 
Thijs Kaanders · 
Coen Kranenberg · 
Ties Kruize · 
Wouter Leefers · 
Flip van Lidth de Jeude · 
Paul Litjens · 
Irving van Nes · 
Maarten Sikking · 
Frans Spits · 
Nico Spits · 
Bart Taminiau · 
Kik Thole · 
Piet Weemers · 
Jeroen Zweerts ·
Coach: Ab van Grimbergen
Jan Albers · 
André Bolhuis · 
Theodoor Doyer · 
Geert van Eijk · 
Imbert Jebbink · 
Hans Jorritsma · 
Wouter Kan · 
Coen Kranenberg · 
Hans Kruize · 
Wouter Leefers · 
Paul Litjens · 
Maarten Sikking · 
Ron Steens · 
Tim Steens · 
Bart Taminiau · 
Rob Toft ·
Coach: Wim van Heumen